# Castleton, Greater Manchester
Castleton är en stadsdel i Rochdale, i distriktet Rochdale, i grevskapet Greater Manchester, i England. Castleton var en civil parish från 1866 till 1894 då den blev en del av Rochdale, Castleton by Rochdale, Heywood och Milnrow. Denna civil parish hade 38 509 invånare år 1891. Denna ward hade 10 458 invånare år 2021.